# ピョートル・シャフィーロフ

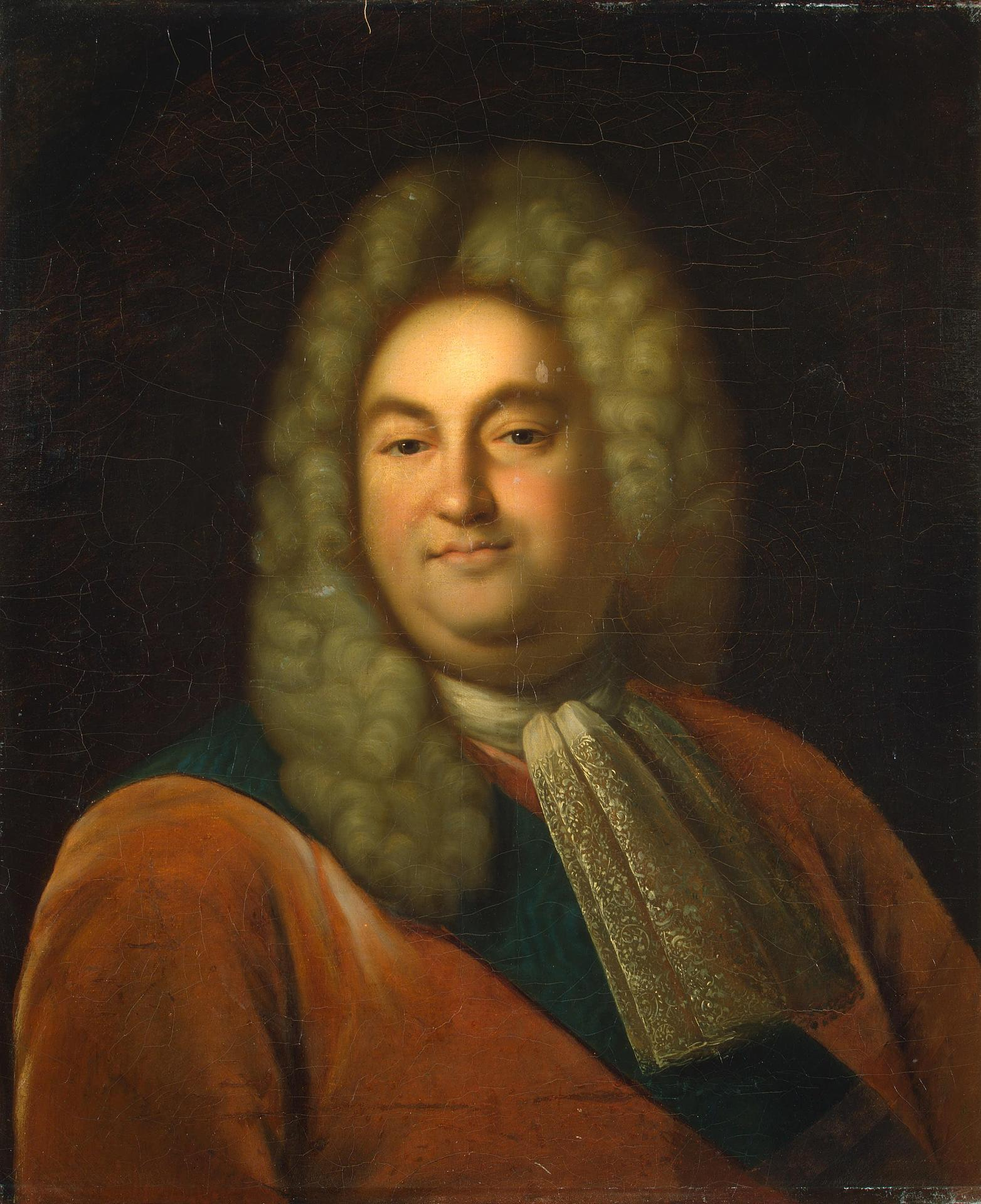
ピョートル・パヴロヴィチ・シャフィーロフ男爵

ピョートル・パヴロヴィチ・シャフィーロフ男爵（ロシア語: Пётр Павлович Шафиров, ラテン文字転写: Peter Pavlovich Shafirov、1670年 - 1739年3月1日）は、ロシア帝国の政治家、外相。

## 生涯
ユダヤ人とされている。外国語の知識に秀で、ロシア外務省の主翻訳官を長年務め、後にはピョートル1世の旅に度々同伴した。その後、男爵に叙された。1711年の露土戦争ではプルト条約の締結に成功したが、ピョートル1世がシャフィーロフを人質として残したため、和約が破られるとイェディグレ要塞に投獄された。しかし、イギリス大使とオランダ大使の助けもあってスウェーデン王カール12世に競り勝ち、1713年6月のアドリアノープル条約で露土間の友好を再確認した。
1718年には元老院議員に任命されたものの、1723年に横領と不品行の廉で全ての職を解かれて死刑に処され、死刑執行の直前に追放に軽減された。追放先も最初はシベリアだったが後にノヴゴロドに変更された。1725年にピョートル1世が死去すると釈放され、ピョートル1世の伝記を書くよう命じられた。以降アンドレイ・オステルマンが対抗し続けたためシャフィーロフが再び官職にありつく道は閉ざされた。

## 著作
1717年、カール12世との戦争についての著作を書いた。